# Markos Geneti
Markos Geneti (Etiopía, 30 de mayo de 1984) es un atleta etíope especializado en la prueba de 3000 m, en la que consiguió ser medallista de bronce mundial en pista cubierta en 2004.

## Carrera deportiva
En el Campeonato Mundial de Atletismo en Pista Cubierta de 2004 ganó la medalla de bronce en los 3000 metros, llegando a meta en un tiempo de 7:57.87 segundos, tras el keniano Bernard Lagat y el portugués Rui Silva (plata).